# Gare de Thun-le-Paradis
Pour les articles homonymes, voir Thun (homonymie).
La gare de Thun-le-Paradis est une gare ferroviaire française de la ligne de Paris-Saint-Lazare à Mantes-Station par Conflans-Sainte-Honorine, située dans la commune de Meulan-en-Yvelines (département des Yvelines).
C'est une gare SNCF desservie par les trains du réseau Transilien Saint-Lazare (ligne J). Elle se situe à 40,8 km de la gare de Paris-Saint-Lazare.

## Histoire
La gare est située sur la partie de la ligne de Paris-Saint-Lazare à Mantes-Station par Conflans-Sainte-Honorine ouverte le 1er juin 1892. La ligne fut ensuite électrifiée de bout-en-bout en 25 kV - 50Hz le 27 mars 1967.
Depuis 2004, c'est le Transilien J qui dessert la gare depuis Paris Saint-Lazare et vers Mantes-la-Jolie. Depuis le 20 février 2019, ce sont des Z 50000 qui assurent la circulation.

## La gare

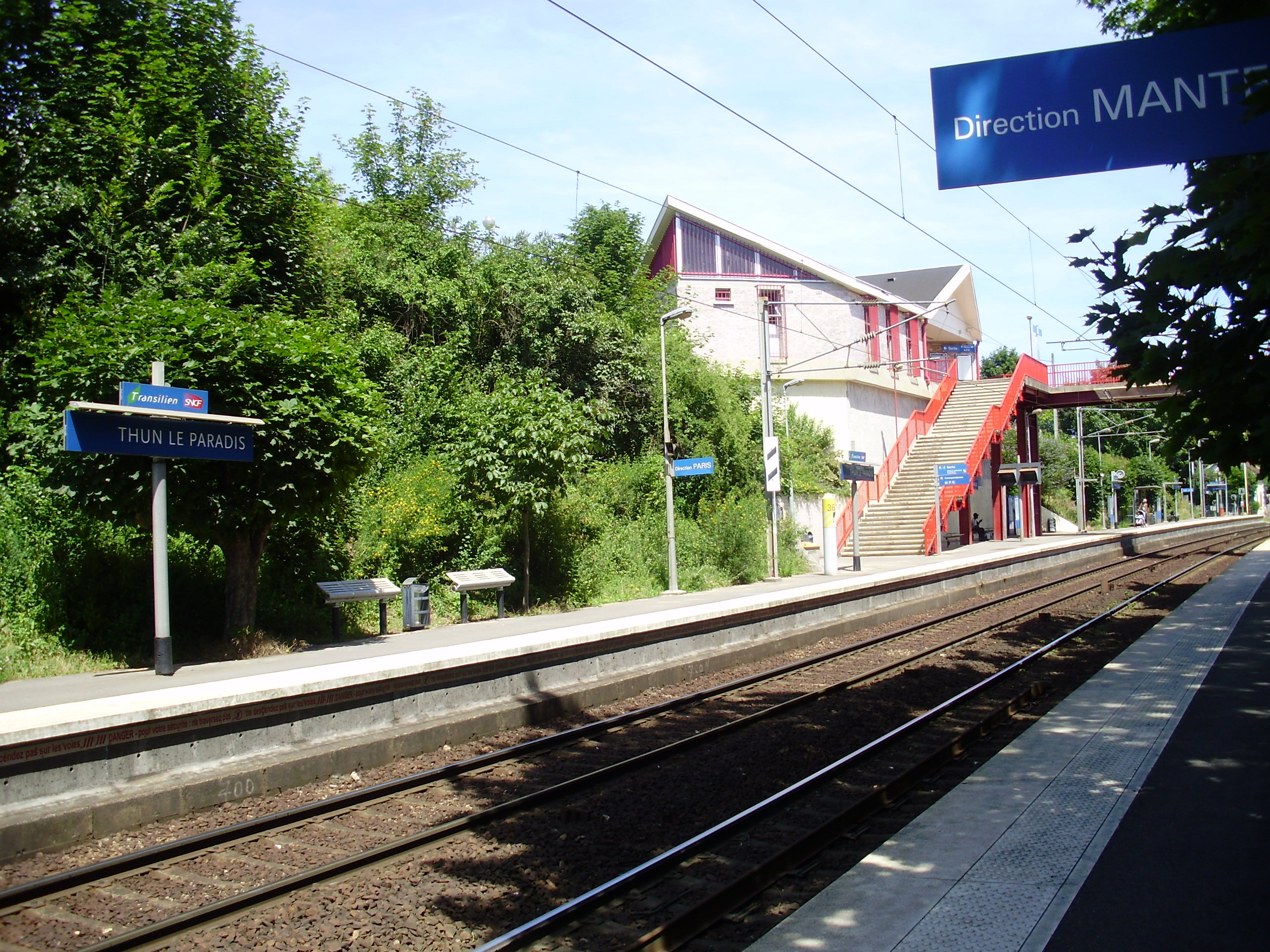
Vue du quai pour Paris avec en surplomb le bâtiment de la gare

La gare est desservie par les trains du réseau Transilien Paris Saint-Lazare. Elle se situe à 40,8 km de la gare de Paris-Saint-Lazare.

## Fréquentation
En 2012, 470 voyageurs ont pris le train dans cette gare chaque jour ouvré de la semaine.
De 2015 à 2023, les estimations de la SNCF sont les suivantes :
| Année         | 2015    | 2016    | 2017    | 2018    | 2019    | 2020    | 2021    | 2022    | 2023    |
| ------------- | ------- | ------- | ------- | ------- | ------- | ------- | ------- | ------- | ------- |
| Fréquentation | 345 491 | 348 143 | 366 370 | 377 907 | 391 728 | 198 768 | 432 673 | 471 681 | 476 983 |

## Correspondances
La gare est desservie par la ligne 87 du réseau de bus du Mantois et par les lignes 33, 42, 60, 61, 62, 65 et 66 du réseau de bus de Poissy - Les Mureaux.